# 1966年柬埔寨大選
1966年9月11日，柬埔寨举行大选。人民社会同盟是唯一一个参加竞选的政党，赢得了82个席位。